# Xylotrechus quattuordecimmaculatus
Xylotrechus quattuordecimmaculatus är en skalbaggsart som beskrevs av Guo och Chen 2002. Xylotrechus quattuordecimmaculatus ingår i släktet Xylotrechus och familjen långhorningar. Inga underarter finns listade i Catalogue of Life.